# Fernand Maillaud

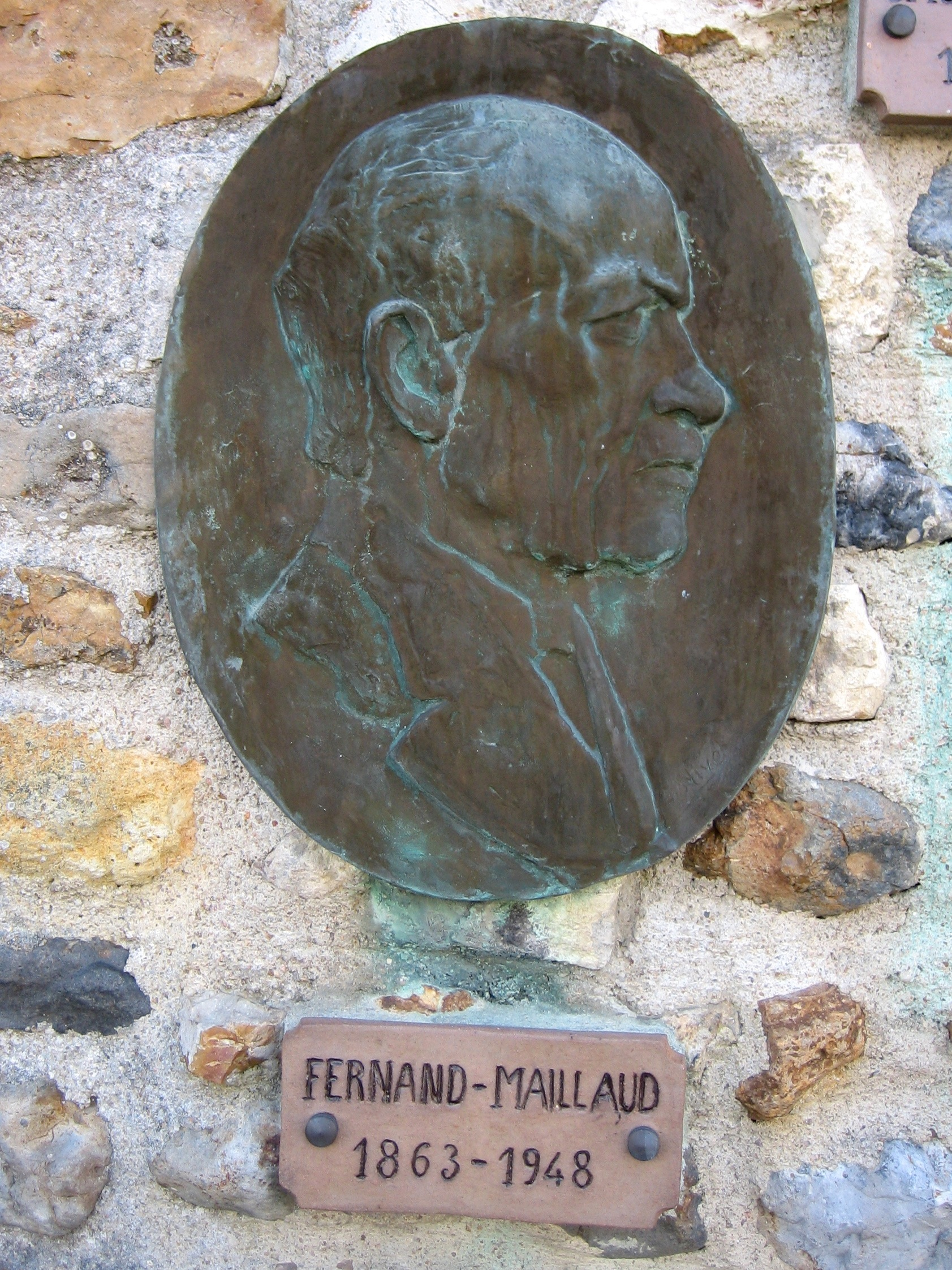
Verneuil-Maillaud

Fernand Maillaud nació el 12 de diciembre de 1862 en Mouhet (Indre) y murió el 30 de agosto de 1948 en París fue un pintor, ilustrador, ebanista y diseñador de tapices francés.

## Biografía

### Juventud

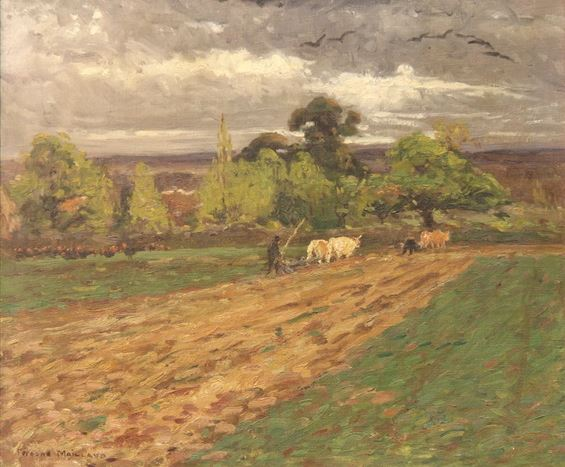
Maillaud Paisaje

El padre de Fernand Maillaud era carpintero y su madre era maestra. La familia siguió los sucesivos destinos de la madre y se trasladó a Mézières-en-Brenne y luego a Liniez. El niño se vio afectado desde muy temprano por la pasión por el dibujo. En 1878, cuando su padre estaba enfermo, fue enviado como dependiente a una tienda en Issoudun, primero, luego a La Châtre. Después de su servicio militar en 1882 en Châteauroux, trabajó como vendedor en París en varios grandes almacenes durante varios años.
En 1886 se casó con Fernande Sevry. La pareja se instaló a Montmartre. Fernand tomó lecciones de dibujo en París, en la École des Beaux-Arts y en el estudio de Adolphe Yvon. La pareja vivía del salario de Fernande, empleada por una costurera.
Fernand Maillaud publica ilustraciones en La Famille y dibuja modelos para una revista de moda. Forma parte del grupo de artistas postimpresionistas y simbolistas que se formó en 1891 en torno a Paul Gauguin. A partir de 1894, realizó largas estancias con su cuñada, que era directora de escuela en Issoudun, así como en Argenton-sur-Creuse. Se unió a Jenny de Vasson, Hugues Lapaire y Jacques des Gachons. A propuesta del padre Jules Chevalier, compuso seis grandes paneles para decorar el refectorio del Convento del Sagrado Corazón. Presenta un cuadro en la galería de arte de vanguardia Le Barc de Boutteville, junto a Maurice Denis, Maxime Maufra y Ker-Xavier Roussel.

### París
Fernand Maillaud debutó en 1896 en el Salon des Artistes Français. Allí presenta regularmente una obra cada año hasta su muerte. Posteriormente fue medallista de oro en el mismo Salón. Acompañó a la pareja Vasson a Italia en 1899 y pintó allí muchos paisajes, especialmente en Venecia. En 1900, el pintor obtuvo una mención de honor en el Salon des Artistes Français. Después se trasladó al número 3 de la rue de l'Estrapade, donde permaneció hasta su muerte. Se encargó de la confección completa de muebles originales (muebles tallados, tapices, alfombras).

### Berry

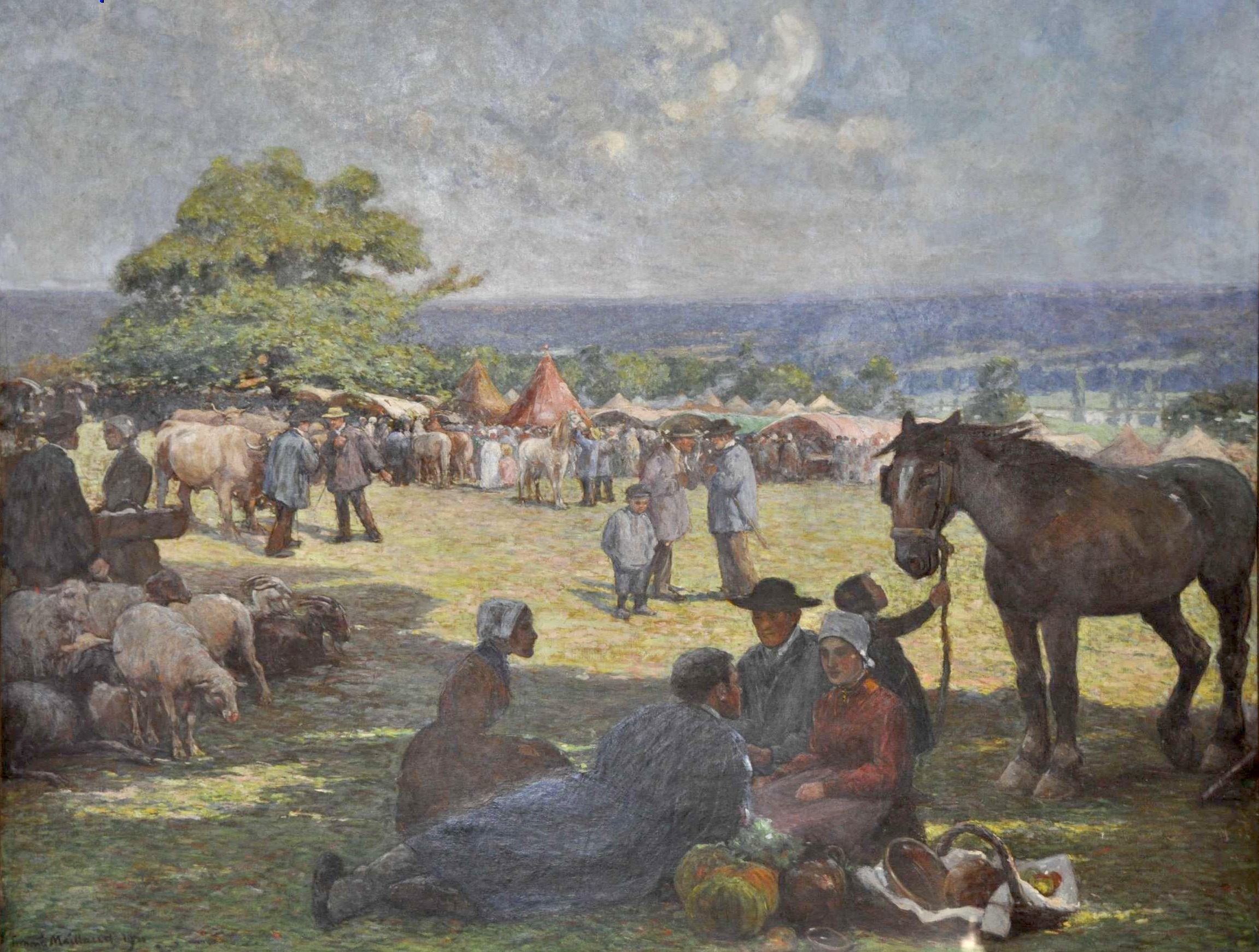
Feria de Berthenoux (hacia 1900), Châteauroux, sala de deliberaciones del Consejo Departamental de Indre.

De 1895 a 1902, Fernand Maillaud pasó los veranos en Fresselines, cerca de Crozant. Se unió a Maurice Rollinat y conoce a Allan Österlind, Jean Geffroy, Armand Dayot, Lucien Descaves y al joven Bernard Naudin. En Rollinat encontró un aliado precioso en su lucha por el reconocimiento de la autenticidad del mundo rural. Para Maillaud, fue la época de los interiores de las iglesias, los convoyes fúnebres, las sagradas familias y los campesinos encorvados bajo fardos. Gracias a las conexiones de Rollinat, Maillaud entró en el séquito de Ferdinand Humbert, un pintor influyente de la época y el maestro le consiguió encargos del Estado.
En 1902, y hasta 1907, Fernand Maillaud se instaló en verano en el Vallée Noire, en Verneuil-sur-Igneraie, cerca de Nohant. Se quedaba en la villa llamada "Épingués"; allí pintó paisajes y borda tapices. Frecuentó a Gabriel Nigond, el padre Émile Jacob y también a Hugues Lapaire, Joseph Ageorges, René Pradère, Raymond Christoflour y Gabrielle Sand, nieta de George Sand. Los tapices realizados por Fernande Maillaud, expuestos en el Salon des Artistes Français y el Salon d'Automne, tuvieron un gran éxito, así como sus pinturas. En este país, cercano pero diferente al valle de Creuse, Fernand Maillaud pinta menos paisajes, pero representa ferias de ganado, mercados dominicales, la salida iluminada de los comulgantes.
Viajó a España durante el año 1904. En 1913, Fernand Maillaud descubrió Corrèze y regresó allí todos los veranos hasta 1935.

### Exposiciones y viajes

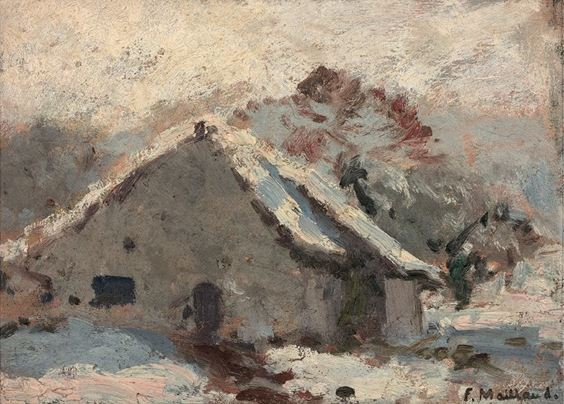
Maillaud Paisaje nevado

Fernand Maillaud participó en una exposición en Buenos Aires en 1909, luego en una exposición colectiva en París en la galería La Cimaise, en la galería de Georges Petit, con Jules Adler y Henri Martin. También expuso en la galería Bernheim-Jeune de París en 1912.
Entre 1914 y 1919 participó en numerosas exposiciones en Francia y en el extranjero. En 1918 expone en Río de Janeiro, luego en París en la galería Devambez y la galería Artès. También montó un taller de tapices en Issoudun. Fernand Maillaud realizó un primer viaje a Argelia en 1932 y, el mismo año, expuso en Orán y Argel. Después regresará a Argelia todos los inviernos hasta 1938. También viajó y pintó por Marruecos en 1937 y 1938.

### Guéret y Toulon
Hacia 1920, la cuñada del pintor y su marido se trasladaron a Guéret. El pintor, seducido por el paisaje, mandó construir una casa allí a partir de 1923 a la que llamó "Renabec” donde se quedaba regularmente todos los veranos. Frente a la casa podemos ver un extraño animal con cuerpo de zorro y que lleva el letrero "Renabec".
A partir de 1928, Maillaud se acercó cada vez más al sol y a la luz de los países mediterráneos. En 1928, comenzó la construcción de una casa aislada cerca de Toulon llamada "El florentino", en las laderas del Mont Coudon, mientras continúa el desarrollo de "Renabec". Maillaud pasa la época de la Segunda Guerra Mundial en "El florentino", donde murió su esposa en 1945. Uno de sus sobrinos es Pierre Maillaud, llamado también Pierre Bourdan en memoria del pueblo de Creuse Le Bourg d'Hem (pronunciado Bourdan) donde pasaba sus vacaciones y que era un famoso locutor de Radio Londres. Fue nombrado ministro de Información, Artes y Letras en la Liberación y desapareció durante un viaje por mar frente al cabo negro en 1948.
Fernand Maillaud murió el 30 de agosto de 1948 en la distrito V de París en la compañía de su sobrina Solange Christauflour, también pintora, que había adoptado. Está enterrado en el cementerio de Guéret.

## Obras en colecciones públicas
Una treintena de museos e instituciones, en Francia y en el extranjero, exhiben pinturas de Fernand Maillaud.
- París:[9]

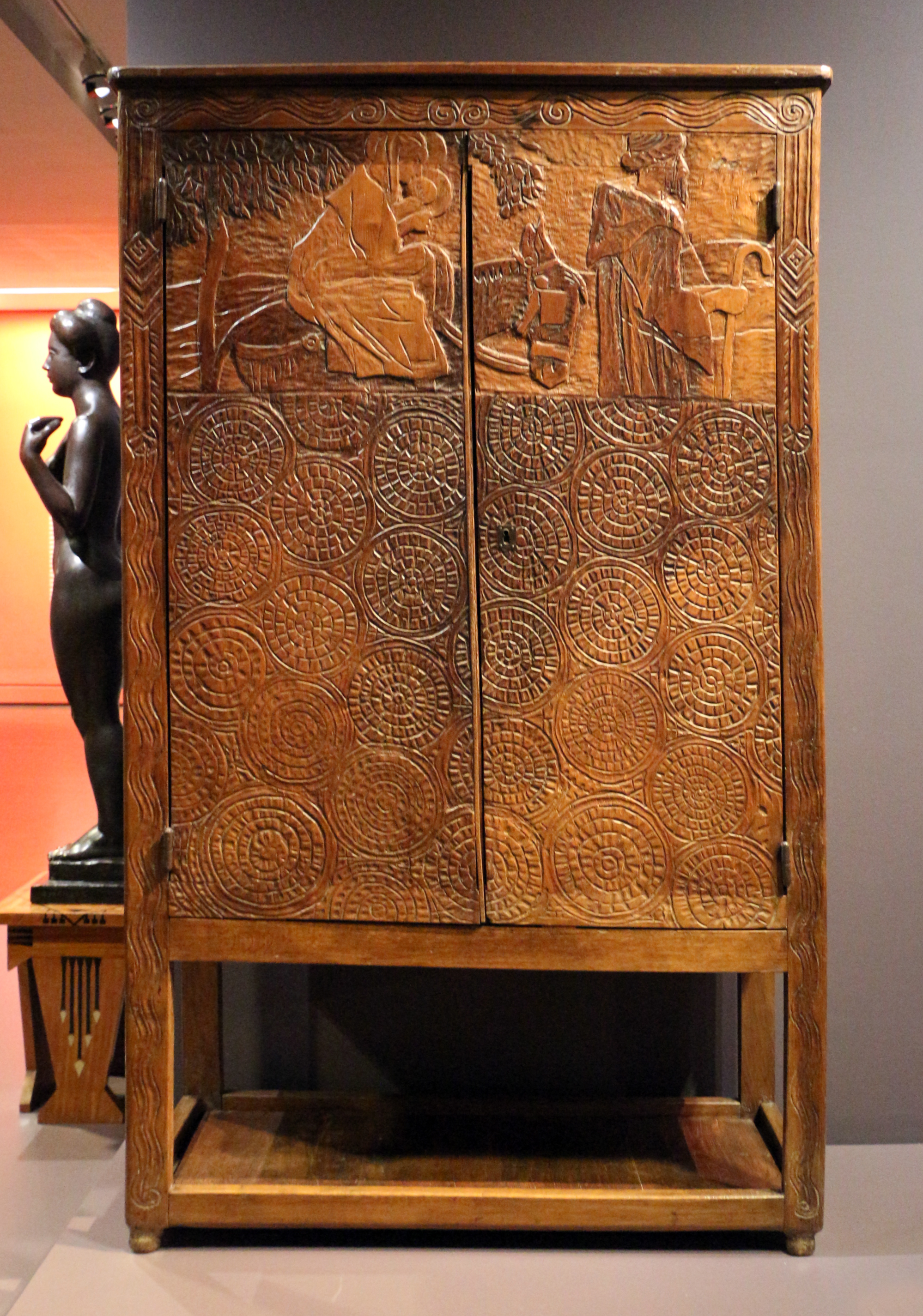
Huida a Egipto, gabinete, vista frontal, París, Museo de Orsay.

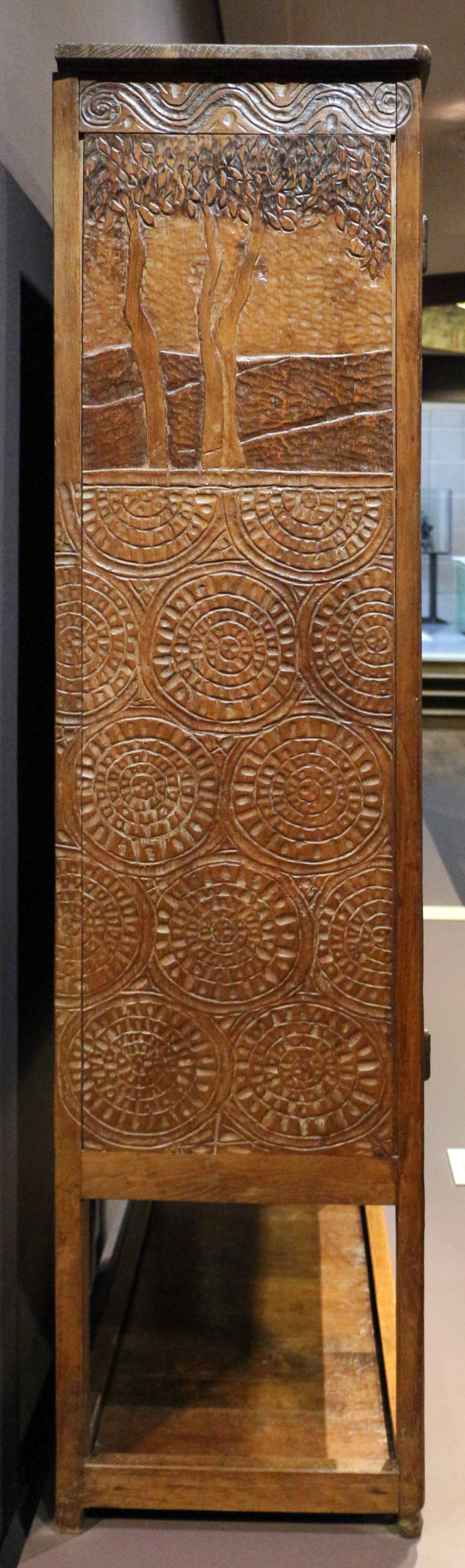
Huida a Egipto, gabinete, vista lateral, París, Musée d'Orsay.

  - Ayuntamiento : Calle en Issoudun .
  - Museo Carnavalet :
    - La Rue de la Montagne Sainte-Geneviève ;
    - Calle Saint-Jacques ;
    - La Iglesia de Saint-Julien-le-Pauvre ;
    - La Rue de Lanneau ;
    - Posada bajo la marca Saint-Étienne, rue de la Montagne-Sainte-Geneviève .

  - Museo Galliera : Paisaje de Corrèze, Le Vanneur, tapiz.
  - Museo de Orsay:[10]
    - Paisaje de cuevas, entre 1890 y 1916, tapiz ;
    - Paisaje, hacia 1935, óleo sobre madera ;
    - The Reaper, óleo sobre lienzo ;
    - Argenton-sur Creuse, Feria de Saint-Paul, 1897, óleo sobre cartón ;
    - Feria de La Berthenoux, óleo sobre cartón ;
    - Grupo en la playa, hacia 1900, óleo sobre lienzo
    - Les Dames Maillaud, circa 1900, óleo sobre lienzo
    - Paisaje del Vallée-Noire : el lavadero, óleo sobre lienzo
    - La Huida a Egipto, entre 1895 y 1900, mueble de roble y abeto, 170,6 × 99,8 × 39  , decorado con dos paneles : El descanso en la huida a Egipto y La Anunciación .

  - Palacio de Luxemburgo : El cuervo y el zorro, tapiz.
  - Petit Palais : El regreso de las cosechas, La feria de Magné .

## Libros ilustrados
- Henry Bordeaux :
  - Amor en fuga, 1910 ;
  - El miedo a vivir, alrededor de 1920 ;
  - Una mujer honesta, 1925 ;
  - La pequeña dama, 1925 ;
  - El libro de un pasante, 1926 ;
  - La nueva cruzada de los niños, 1935 ;
  - La tierra natal, 1935 ;
  - El lago negro .
- Jules de Vorys, Georgette, [Romance de Brennouse bajo el primer imperio], 1924.
- Ernest Pérochon, La trama 32, 1927.
- Gabriel Nigond :
  - La savia y la corteza, Últimos cuentos de la limusina, 1932 ;
  - Los cuentos de la limusina, 1933 ;
  - Marie Montraudoigt .
- Jules Renard :
  - Cabello rojo ;
  - Sr. Vernet ;
  - El placer de romper ;
  - El dolor de ménage ;
  - La Bigote .
- Pierre Bourdan, Onyx .
- Émile Sedeyn, Encuentros, 1905.

## Premios
- Premio Rosa Bonheur, como pintor de animales en 1925.
- Caballero de la Legión de Honor en 1925.
- Oficial de la Legión de Honor en 1947.

## Recepción de la crítica
- “Con sinceridad, con emoción, va directo al grano, que es compartir su emoción. Ningún arte más instintivo que el suyo, pero tampoco ningún artista que sepa ir más allá en el refinamiento, en la sutileza, en los matices [...] "

- Émile Sedeyn, Reuniones, Biblioteca de la crítica, 1905.
   “El arte de F. Maillaud, en este momento sigue siendo válido como ejemplo. Nos consuela por muchas fealdades. Nos tranquiliza. Nos hace olvidar las teorías locas y la feria en el acto. Nos dice que un gran contemplativo dotado de soberbios medios de expresión plástica se refiere a la naturaleza, a la lógica de los volúmenes y los valores, a esta verdadera ciencia que rechaza con tanto desdén la triste receta académica como la ignorancia deificada por los extremistas, y por último pero no menos a esta vida interior, a este deseo de silencio, de amplios horizontes, de un trabajo hecho en soledad con alegría, sin el cual no hay artista completo […] ”
- Camille Mauclair
- “Un gran artista, un gran corazón. Maestro, en todo lo que encierra la palabra de sano, fuerte, de benéfica dureza. El Jean-François Millet de las tierras de Berry, quizá. Puede ser. Pero sobre todo, sobre todo, Fernand Maillaud, ante todo, es un observador paciente y sagaz, aficionado a los "juegos rústicos y divinos", como decía un poeta, pintor de la alegría y el trabajo en el campo, pintor de Berry … "

- Raoul Toscan
- “Cualquier artista digno de ese nombre pertenece tanto al orden de los arquitectos como al orden de los poetas. Construye el mundo según las exigencias de su mente, pero también lo escucha en vivo. Las formas naturales son para él una carrera de la que extrae los cimientos y los miembros de su edificio, que ajusta según las cadencias, medidas y simetrías. Combina sus proporciones, su resistencia y su equilibrio como una calculadora que no solo usa símbolos numéricos, sino que los traduce a sólidos en el espacio. Pero las estructuras son arte sólo mientras estén habitadas por un Dios y este Dios permanece envuelto en su secreto. Es así como el arte del pintor, en su máxima expresión, tiene siempre algo de religioso y confidencial. Según las diversas familias de hombres, a veces es el arquitecto y a veces el poeta lo que vemos dominando. A uno le gusta colocar hermosas secciones de la pared y al otro escuchar alguna flauta invisible. Fernand Maillaud nos llega de una región de magos, para quienes todo tiene un rostro y cada rostro expresa una vida animada [...] "

- Henri Focillon, prefacio de Fernand Maillaud, pintor y decorador

### Catálogo de exposiciones
- Jean-Marc Ferrer (2015). Fernande & Fernand Maillaud et les arts décoratifs (en francés). Limoges/Châteauroux: Limoges : Les Ardents Éditeurs ; Châteauroux : Ville de Châteauroux. p. 175. ISBN 978-2-917032-59-6..